# Maurice Chevalier

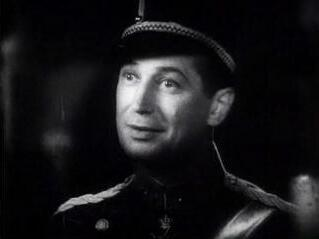
Chevalier a La vídua alegre

Maurice Chevalier (París, 12 de setembre de 1888 - 1 de gener de 1972), intèrpret francès de pel·lícules musicals dels anys 20 i 30.
Va tenir un modest debut als (cafès-concert) de Ménilmuche (Ménilmontant) a finals del segle xix. Va ser després de la Primera Guerra Mundial quan Mistinguett el va descobrir i el va convertir el seu partenaire. A partir de llavors va personificar la figura del dandy frívol que parla amb un accent suburbial que aconsegueix de mantenir tot i que parla anglès a la perfecció.
El fonògraf va recollir els seus èxits sobre l'escenari amb diverses revistes i operetes. Valentine i Dans la vie faut pas s'en faire són alguns dels seus triomfs dels anys 20.
El 1928 va començar la carrera cinematogràfica a Hollywood, que el va mantenir allunyat de França fins al 1935, després de destacar en les versions anglesa i francesa de La viuda alegre (The Merry Widow), de Ernst Lubitsch, el 1934.
En tornar a França, obté nous èxits musicals: Prosper (1935), Dt. Pomme (1936), Y a d'la joie (1938) i la Marxe de Ménilmontant (1941). Símbol de l'ascens d'un jove d'origen humil, Maurice Chevalier garantia amb el seu càndid bon humor l'ordre establert. Fins i tot durant l'ocupació, no va semblar expressar que hagués estat compromès per l'invasor, actitud que li va costar un descens de popularitat en arribar l'Alliberament.
Ràpidament va tornar a encastellar-se durant els anys 60 en un gènere insospitat: el twist (Avec mon canotier). De la segona meitat de la seva carrera cinematogràfica cal recordar les aparicions amb René Clair (Le silence est d'or), la comèdia musical Gigí (1958), de Vincente Minnelli, i la participació en el 'remake' americà de la trilogia de Marcel Pagnol: Fanny (1961), de Joshua Logan, on va interpretar el personatge de Panisse.
El 1968 es va acomiadar dels escenaris i el 1972 va morir, a l'edat de 83 anys. Va ser enterrat al cimetière nouveau (cementiri nou) de Marnes-la-Coquette, Hauts-de-Seine, (França).

## Premis i nominacions

### Premis
- 1959: Oscar honorífic per les seves contribucions al món de l'entreteniment durant més de mig segle.
- 1959: Premi Cecil B. DeMille

### Nominacions
- 1930: Oscar al millor actor per The Big Pond
- 1930: Oscar al millor actor per The Love Parade
- 1958: Globus d'Or al millor actor musical o còmic per Love in the Afternoon
- 1959: Globus d'Or al millor actor musical o còmic per Gigí
- 1962: Globus d'Or al millor actor dramàtic per Fanny
- 1971: Grammy al millor enregistrament infantil per The AristoCats